# Интерактивный фильм
Интерактивный фильм — компьютерная игра или другие интерактивные медиа, которые имеют характеристики фильма. В индустрии компьютерных игр этот термин относится к «кино-игре», игре, которая представляет свой геймплей в кинематографической, скриптовой манере, часто с помощью FMV либо анимационного, либо игрового.
В киноиндустрии термин «интерактивный фильм» относится к интерактивному кино, фильму, с котором один или несколько зрителей могут взаимодействовать и влиять на события, происходящие в фильме.

## Дизайн
Этот жанр появился с изобретением LaserDisc и плееров LaserDisc, первых нелинейных или устройств со случайным доступом для воспроизведения видео. Тот факт, что игрок на LaserDisc может мгновенно перейти и воспроизвести любую главу (а не идти по линейному пути от начала до конца, как видеокассета), означал, что игры с ветвящимися сюжетными линиями могут быть построены из неупорядоченных видеоглав, во многом так же, как книги Choose Your Own Adventure построены из страниц неупорядоченно.
Таким образом, интерактивные фильмы были анимированы или сняты с реальными актёрами как фильмы (или в некоторых более поздних случаях, визуализированы с помощью моделей 3D) и следовали основной сюжетной линии. Альтернативные сцены были сняты для запуска после неправильных (или альтернативных допустимых) действий игрока (например, сцены «Game Over»).
Популярным примером коммерческого интерактивного фильма была аркадная игра Dragon’s Lair, в которой было анимированное FMV от бывшего аниматора Disney Дона Блута, где игрок контролировал некоторые движения главного героя. Когда игрок находится в опасности, он должен был решить, какой ход, действие или комбинацию выбрать. Если выбран неправильный ход, появляется сцена «потери жизни», пока не будет выбран правильный, который позволит увидеть остальную часть сюжета. В Dragon’s Lair была только одна успешная сюжетная линия; единственное действие, которое мог делать пользователь, это выбрать или угадать ход, который дизайнеры намеревались сделать. Несмотря на отсутствие выбора, игра была очень популярной.
Аппаратное обеспечение для этих игр состояло из проигрывателя лазерного диска, подключённого к процессору, настроенному с помощью интерфейсного программного обеспечения, которое назначало функцию перехода в главе каждой из кнопок контроллера в каждой точке принятия решения. Так же, как книга Choose Your Own Adventure может сказать: «Если вы повернете налево, перейдите на страницу 7. Если вы повернете направо, перейдите на страницу 8», контроллер для Dragon’s Lair или Cliff Hanger был запрограммирован на переход к следующей главе, если игрок выбрал правильное решение, или перейти к главе смерти, если он выбрал неправильный. Поскольку проигрыватели лазерных дисков того времени были недостаточно прочными, чтобы справиться с износом постоянного использования аркадных автоматов, они требовали частой замены. Лазерные диски, которые содержали кадры, были обычными лазерными дисками, в которых не было ничего особенного, кроме порядка их глав, и, если они будут удалены с аркадной консоли, будут воспроизводить их видео на стандартных, неинтерактивных проигрывателях лазерных дисков.
Более поздние достижения в области технологий позволили интерактивным фильмам накладывать несколько полей FMV, называемых «vites», во многом так же, как полигональные модели и спрайты накладываются поверх фонов в традиционной графике видеоигр.